# Cap del Pinar (Son Servera)
El Cap del Pinar o Cap des Raix és un cap que fa de partió entre els termes municipals de Son Servera i Capdepera, a Mallorca.